# Google Fiók
A Google Account vagy magyarul Google Fiók egy felhasználói fiók, mellyel hozzáférhetünk a Google szolgáltatásaihoz. A Google Account regisztrálása ingyenes. A Google termékek különböző szolgáltatásaihoz nincs szükség fiókra, például: Google kereső, YouTube, Google Könyvek, Google Térkép. Ugyanakkor egyes funkciók használatához (pl. videók feltöltéséhez YouTube-ra és szerkesztésekhez a Google Térképen) Google Fiók szükséges. Bármilyen e-mail címmel lehet regisztrálni, nem szükséges Gmail fiókot nyitni. Egy Google-fiók létrehozása után, a tulajdonos szelektív módon be-, vagy kikapcsolhat különböző Google alkalmazásokat.
A Google fiók felhasználói Google profilt hozhatnak létre, hogy a Google termékeken megjelenő bemutatóikat más Google felhasználók számára konfigurálhassák. Egy Google profilt össze lehet kapcsolni egy felhasználó különböző közösségi hálózatán, képhirdetési webhelyeken, valamint különböző blogokon.

## Elérhető Google alkalmazások
- YouTube
- Google+ A Google+ szolgáltatást a magánfelhasználók számára 2019. április 2-án leállították.
- Gmail
- Google Drive
- Google Hangouts
- Google Calendar
- Google Kereső
- Google Térkép
- Google Fordító

## Biztonság
A Google fiók létrehozásakor a felhasználóknak kell biztosítaniuk egy helyreállítási e-mail címet, amely lehetővé teszi a jelszó visszaállítását, ha ezt elfelejtették vagy ha a fiókjukat feltörték. Egyes országokban, például az Egyesült Államokban, az Egyesült Királyságban és Indiában a Google igényelheti telefonszámának használatát ha új fiók létrehozásakor sms-sel vagy hangüzenettel küld egy érvényesítési kódot. A Google két lépéses bejelentkezési lehetőséget is kínál-a hackelés elleni további biztonság érdekében-, amely minden alkalommal kér egy érvényesítő kódot, amikor a felhasználó bejelentkezik a Google fiókjába

## Fiók blokkolása
A Google különböző okokból tilthatja le a fiókot, például a "szokatlan tevékenységet" , vagy "nem eléggé idős", hogy Google-fiókot birtokoljon. Az újbóli aktiválás a személyazonosság igazolásával (érvényes fényképes igazolvány)  vagy 0,30 dollár hitelkártyával lehetséges. Más módszerek (például faxküldés vagy feltöltött dokumentumok feltöltése) emberi interakciót igényelnek, és néhány napot vagy néhány hetet igényelnek. 

## Harmadik fél általi felhasználás
A hitelesített webes alkalmazások szolgáltatója átruházhatja a hitelesítési funkciót a Google-ra. Amikor egy felhasználó megpróbál hozzáférni egy biztonságos forráshoz a harmadik fél webhelyén, átirányítják a Google Fiók bejelentkezési oldalára. Itt meg fogják magyarázni, miért kell bejelentkezniük a Google hitelesítő adataival. A képernyőn megjelenik minden olyan adat, amelyet a harmadik félnek meg kell osztani. Miután a hitelesítés sikeres volt, a felhasználó átkerül a referenciahelyre, és egy olyan tokennel rendelkezik, amely azonosítja őket, hogy bejelentkeztek a Google-on keresztül.

## Tevékenységkövetés
A 2016-ban indított "Saját tevékenység" nevű eszköz - amely felülírja a Google keresési előzményeit és a Google Internetes előzményeit - lehetővé teszi a felhasználók számára a Google által nyomon követett adatok megtekintését és törlését. Az eszköz megmutatja, hogy mely weboldalakat használták a Chrome használatával a bejelentkezéskor, a használt eszközökön, a használt alkalmazásoknál, a Google-termékekkel kölcsönhatásban, stb. Az összes információt egy idővonalhoz hasonló elrendezés határozza meg. A felhasználók úgy dönthetnek, hogy teljesen letiltják a követést, vagy eltávolítanak bizonyos tevékenységeket, amelyeket nem akarnak nyomon követni.